# Авијатик Берг 30.14
Авијатик Берг 30.14 је аустроугарски ловачки авион. Авион је први пут полетео 1916. године. 

Ово је био први једноседи ловац фирме Osterreichisch-Ungarische Flugzeugfabrik Aviatik по пројекту инжењера Јулиуса фон Берга (Julius von Berg).
Највећа брзина у хоризонталном лету је износила 175 km/h. Размах крила је био 8,00 метара а дужина 6,86 метара. Маса празног авиона је износила 568 килограма а нормална полетна маса 820 килограма. Био је наоружан са једним митраљезом калибра 8 милиметара Шварцлозе.

## Наоружање
Авион Авијатик Берг 30.14 је био наоружан са једним фиксним синхронизованим митраљезом Шварцлозе калибра 8 mm који је гађао кроз обртно поље елисе.
| Наоружање авиона: Авијатик Берг 30.14 |   |
| Ватрено (стрељачко) наоружање         |   |
| Топ                                   |   |
| Митраљез                              |   |
| Број и ознака митраљеза               | 1 |
| Калибар                               | 8 |
| Бомбардерско наоружање (бомбе)        |   |
| Ракетно наоружање (ракете)            |   |

## Верзије
Направљен је само један прототип овог авиона.

## Оперативно коришћење
Авион је коришћен само за тестираље и није се серијски производио.

## Земље које су користиле авион
- Аустроугарска